# بيلي راي سميث جونيور
بيلي راي سميث جونيور (بالإنجليزية: Billy Ray Smith, Jr.)‏ هو لاعب كرة قدم أمريكية ومقدم برامج إذاعية أمريكي، ولد في 10 أغسطس 1961 في فايتفيل في الولايات المتحدة.

## وصلات خارجية
- بيلي راي سميث جونيور على موقع مرجع كرة القدم المحترفة.كوم (الإنجليزية)